# 아무리 옷이 날개라지만
아무리 옷이 날개라지만은 한국에서 제작된 전응주 감독의 1963년 영화이다. 김승호 등이 주연으로 출연하였고 신상옥 등이 제작에 참여하였다.

## 출연

### 주연
- 김승호
- 최난경
- 신귀식
- 황정순

## 제작진
- 조명: 이규창
- 미술: 송백규